# Szymon Winawer
Szymon Abramowicz Winawer (Varsovia, Polonia, 5 de marzo de 1838- Varsovia, 12 de enero de 1920) fue un ajedrecista polaco; ganó el campeonato alemán en 1883.
Debutó en el torneo internacional de París en 1867, y para sorpresa de todos ocupó el segundo lugar detrás de Wilhelm Steinitz.
Winawer permaneció entre los mejores jugadores del mundo durante quince años.
El mejor resultado de Winawer fue un primer lugar compartido con Wilhelm Steinitz en Viena en 1882, en lo que era hasta entonces el torneo más fuerte de ajedrez en la historia.
Después de una larga ausencia, volvió al ajedrez en los años 1890, pero para entonces había sido sobrepasado por jugadores más jóvenes como Tarrasch y Lasker.
Varias aperturas llevan su nombre: la importante variante Winawer de la Defensa francesa y  el Ataque Winawer en la Ruy López. En Monte Carlo en 1901 introdujo el Contragambito Winawer en la Defensa eslava, en una partida contra Frank Marshall.
En uno de sus mejores partidas, venció a Steinitz en Nuremberg en 1896 (movimientos dados en la notación algebraica):
1. e4 e5 2. d4 exd4 3. Dxd4 Cc6 4. De3 Cf6 5. Cc3 Ab4 6. Ad2 0-0 7. 0-0-0 Te8 8. Ac4 Axc3 9. Axc3 Cxe4 10. Df4 Cf6 11. Cf3 d6 12. Cg5 Ae6 13. Ad3 h6 14. h4 Cd5 15. Ah7 + Rh8 16. Txd5 Axd5 17. Ae4 f6 18. Axd5 fxg5 19. hxg5 Ce5 20. g6 1-0.